# William Joyce
William Joyce (nascido em 11 de dezembro de 1957) é um escritor norte-americano, ilustrador e cineasta. A revista Newsweek chamou ele de uma das cem pessoas para se observar no novo milênio.[carece de fontes?] Suas pinturas estão expostas em diversas galerias de arte e suas ilustrações frequentemente são expostas em capas. Ele mora com sua esposa e seus dois filhos, em Shreveport, Louisiana.
Em 2007 a Disney lançou o filme Meet the Robinsons que é baseado em seu livro A Day with Wilbur Robinson.